# Fight Night Champion
Fight Night Champion – piąta część bokserskiej serii Fight Night wyprodukowanej przez EA Sports i wydanej 1 marca 2011 roku przez Electronic Arts. W grze zawartych jest kilka trybów gry m.in.: Champion Mode, Legacy Mode, do dyspozycji gracza oddano 54 licencjonowanych bokserów.

## Lista postaci w grze
Waga ciężka
- Mike Tyson
- Muhammad Ali
- Cristobal Arreola
- Eddie Chambers
- Eric Esch
- Młody George Foreman
- Stary George Foreman
- Joe Frazier
- David Haye
- Evander Holyfield
- Wołodymyr Kłyczko
- Witalij Kłyczko
- Lennox Lewis
- Sonny Liston
- Tommy Morrison
- Jack Dempsey (DLC)
- Jack Johnson (DLC)
- Joe Louis (DLC)
- Rocky Marciano (DLC)
- Floyd Patterson (DLC)

Zawodnicy stworzeni na potrzeby gry
- Andre Bishop
- Isaac Frost
- Kobe Nichols
- Dwight Cooper
- Reggie Stewart
- Meldrick Johnson
- Raul Castillo
- Antonio Chavez

Waga półciężka
- Joe Calzaghe
- Chad Dawson
- Bernard Hopkins
- Roy Jones Jr.

Waga średnia
- Marvin Hagler
- Jake LaMotta
- Erislandy Lara
- Sugar Ray Leonard
- Peter Manfredo Jr.
- Anthony Mundine
- Carlos Monzón
- Sergio Mora
- Kelly Pavlik
- Sugar Ray Robinson
- Jermain Taylor
- Fernando Vargas
- Ronald Wright
- Daniel Jacobs
- Thomas Hearns
- Bernard Hopkins
- Roy Jones Jr.

Bokserzy stworzeni na potrzeby gry
- Andre Bishop
- Ricardo Alvarez
- Keyshawn Hayes
- Wilfred Rosario
- Mike Walker
- Lucius Palmer

Waga półśrednia
- Emanuel Augustus
- Timothy Bradley
- Julio César Chávez
- Miguel Cotto
- Óscar de la Hoya
- Ricky Hatton
- Thomas Hearns
- Kendall Holt
- Zab Judah
- Sugar Ray Leonard
- Shane Mosley
- Victor Ortiz
- Manny Pacquiao
- Roberto Durán
- Pernell Whitaker

Waga lekka
- Diego Corrales
- Roberto Durán
- Robert Guerrero
- Jesse James Leija
- Pernell Whitaker
- Vinny Paz
- Óscar de la Hoya
- Manny Pacquiao

Waga piórkowa
- Billy Dib
- Yuriorkis Gamboa
- Kevin Kelley
- Manny Pacquiao

Waga kogucia
- Nonito Donaire